# Alfons Almi

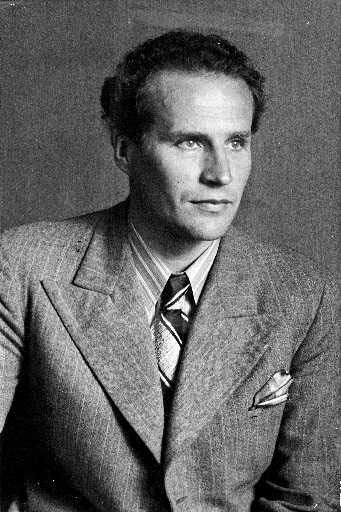
Alfons Almi.

Alfons Alexander Almi (till 1935 Alm), född 20 augusti 1904 i Helsingfors, död där 22 februari 1991, var en finländsk operasångare och operachef. Han var från 1952 gift med Doris Laine.
Almi arbetade ursprungligen inom jordbruket. Småningom utbildade han sig till mejerist och var bland annat disponent för Valios andelsmejeri i Sordavala. Där sjöng han med i amatöroperan, engagerades 1934 som sångare vid   Finska operan (gestaltade främst dramatiska huvudroller för tenor, bland annat Richard Wagner) och gjorde sedan karriär inom dess förvaltning; var 1960–1971 chef för Finlands nationalopera. Almi gjorde en avgörande insats för det nya operahuset i Helsingfors. Han erhöll professors titel 1967.